# Guerra Civil catalana
La guerra civil catalana fou un conflicte bèl·lic que tingué lloc entre 1462 i 1472 al Principat de Catalunya entre el rei Joan el Sense Fe i els remences, d'una part, i les institucions catalanes rebels encapçalades pel Consell del Principat i la Diputació del General, de l'altra, pel control polític del territori. La guerra civil és el primer conflicte a Catalunya en el qual es fa un ús generalitzat de les armes de foc i representa el pas de tàctiques militars medievals a tàctiques militars modernes.
Catalunya vivia immersa en profunds canvis a l'estructura social causada per la crisi del sistema feudal, el descens de població provocat per la Pesta Negra —que afectà especialment el camp català provocant una crisi de subsistència— i una gran crisi institucional i financera que comportà un gran endeutament de les institucions públiques.
La mort de Carles de Viana, enfrontat al seu pare Joan el Sense Fe, fou l'excusa per formalitzar l'inici d'una contesa que enfrontava la monarquia i l'oligarquia; alhora també contraposava els estils absolutista i el pactista i posava a prova la capacitat política de la Generalitat per assumir la sobirania i governar, una tendència que s'havia anat covant des de l'època d'Alfons el Magnànim. Davant l'aixecament remença el 1462, els enfrontaments entre joanistes i antijoanistes eren cada cop més freqüents i l'agost de 1462 el Consell del Principat proposà deposar Joan el Sense Fe, la seva dona i el seu fill i s'encomanà a demanar ajuda militar a Enric IV de Castella. En no obtenir els resultats desitjats, i veient que una república sense suport extern era inviable, les autoritats catalanes van oferir la corona al rei castellà, qui per la Sentència arbitral de Baiona del 23 d'abril de 1463 va renunciar al Principat. El 27 d'octubre del mateix any la Generalitat va oferir la corona a Pere de Portugal, però la derrota a la batalla de Calaf, en la qual els principals caps rebels foren fets presoners, va suposar un punt decisiu a la guerra revolucionària. Pere morí el 29 de juny de 1466 i s'oferí la corona a Renat I d'Anjou, que comptava amb el suport de Lluís XI de França. Tanmateix, les victòries reialistes van accentuar la crisi i les discrepàncies al bàndol rebel i a bona part de Catalunya, recuperada per les tropes reials, van desencadenar un setge a Barcelona que durà fins al 8 d'octubre de 1472. Sense suports exteriors, els catalans es van rendir a la realitat i Barcelona fou lliurada als reialistes després d'un perdó general.
En acabar la guerra, Joan el Sense Fe va recompensar el principal líder remença Francesc de Verntallat pel seu suport i li conferí el títol de vescomte d'Hostoles, però no va entrar a resoldre el problema i tant els camperols com els senyors van quedar a l'expectativa. A la mort de Joan el Sense Fe, l'any 1479, els principals problemes de la societat catalana havien quedat sense resoldre i el seu fill, Ferran el Catòlic, va intentar-los solucionar amb la recuperació del Rosselló i la Cerdanya pel Tractat de Barcelona el 1493: hi aplicà un programa econòmic adoptat parcialment del buscaire des de 1450 i reformà la Diputació i el Consell. Finalment, els remences acceptaren l'arbitratge reial en els conflictes amb els senyors i el 21 d'abril del 1486 Ferran va dictar la Sentència de Guadalupe.

## Context social
Ferran d'Antequera fou el primer monarca aragonès de la dinastia dels Trastàmara, elegit pels nou compromissaris del Compromís de Casp el 1412 després que el seu oncle Martí l'Humà, últim sobirà del Casal de Barcelona, morís sense descendència legítima. A la seva mort en 1416 el va succeir el primogènit Alfons el Magnànim, que a la seva mort en 1458 fou succeït pel seu germà Joan II d'Aragó, mentre que el Regne de Nàpols va quedar per al seu fill natural, l'infant Ferran, fill de la seva amant Giraldina Carlino.
A la Catalunya del segle xiv, tres quartes parts de la població del país vivia en petites comunitats disperses al camp, mentre que la resta vivia en diverses ciutats, especialment a Barcelona amb 50.000 habitants. Perpinyà, Girona, Vic, Lleida, Tarragona, Tortosa, Montblanc i Cervera, que tenien entre 5.000 i 10.000 habitants cadascuna, articulaven la resta del territori. El segle xiv començà enmig d'una profunda crisi del sistema feudal a tot Europa Occidental i la Pesta Negra, que afectà especialment el camp català, va comportar una notable afectació a l'estructura social: el descens de població va comportar que la mà d'obra i la producció del camp català minvessin a la meitat. Aquella crisi social agrària causà l'aparició del moviment remença, que reivindicà la supressió dels mals usos. A les ciutats va aparèixer l'especulació alimentària, que alhora desencadenà una crisi de subsistència entre la població i que les persones més desafavorides marxessin de les ciutats. La Catalunya de finals del segle xiv va quedar significativament despoblada. Es va viure una gran crisi financera i un gran endeutament de les institucions públiques, amb la reducció del volum i dels guanys del comerç internacional en quedar fora del comerç atlàntic.
En l'aspecte polític, la concepció autoritària de la monarquia topà, per una banda, amb la creixent força de les institucions i dels poders econòmics. I per l'altra, en l'entorn rural, la noblesa visqué fortes tensions amb els seus serfs. A mitjan segle xv, el Consell de Cent va deixar d'estar controlat per la Biga i els seus principals càrrecs van ser ocupats per la Busca, una situació que va provocar una mutació completa del model dominant. El fracàs d'algunes polítiques reformistes feu que la Biga reconquerís el control del Cap i Casal barceloní.

## La guerra civil navarresa

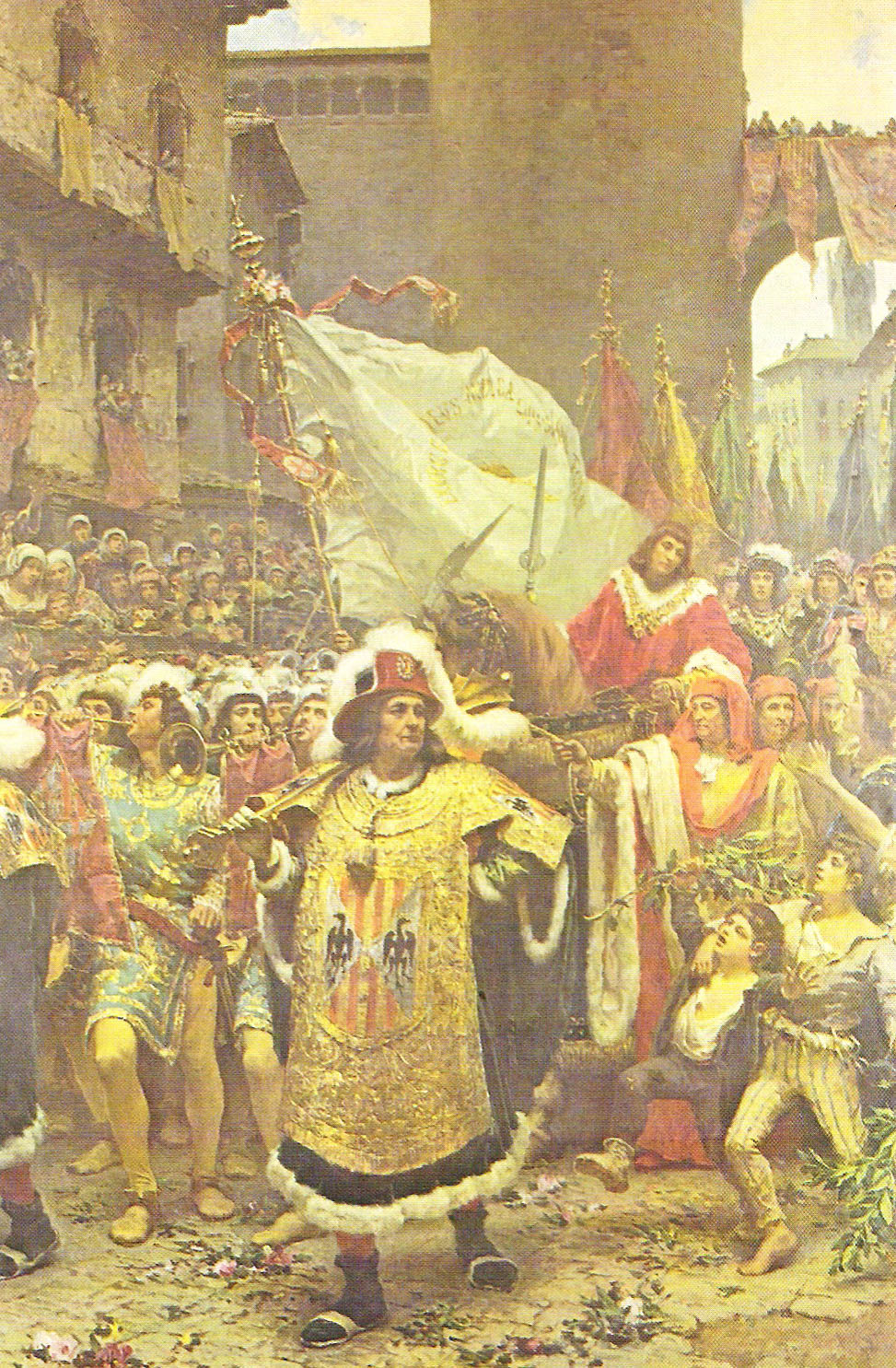
Proclamació del príncep de Viana (o Entrada del príncep de Viana a Barcelona) de Ramon Tusquets i Maignon, 1885

De la unió de Joan el Sense Fe i la seva primera muller, Blanca I de Navarra, va néixer Carles de Viana, primer príncep de Viana, que segons les capitulacions matrimonials de 1419 i confirmat amb motiu del jurament i coronació de Blanca I de Navarra el 1428, havia d'heretar el Regne de Navarra a la mort de la seva mare.
El 1441, en morir Blanca de Navarra, Joan el Sense Fe no va renunciar al tron navarrès, deixant a Carles de Viana com a lloctinent, que tenia a Joan de Beaumont com a conseller. El matrimoni de Joan amb Joana Enríquez en 1444 distancià pare i fill, i això fou aprofitat per Joan II de Castella, que ja havia derrotat el Sense Fe a la Guerra dels Infants d'Aragó, per concentrar un exèrcit a la frontera amb el regne de Navarra el juliol de 1450 mentre el rei era a Saragossa. Encara que hi va haver alguns xocs militars el conflicte es va resoldre momentàniament amb la reconciliació entre pare i fill el març de 1451 gràcies a la intervenció de Juan Ibáñez de Monreal, que s'havia unit al príncep a Guipúscoa. L'agost de 1451 els castellans van llançar una gran ofensiva gràcies a la qual prengueren el castell de Buradón i assetjant Estella, i es retiraren després d'haver concertat el desembre una aliança en contra de Joan el Sense Fe amb el príncep de Viana. Aquest tractat va suposar la ruptura definitiva entre el Príncep de Viana i el seu pare, que va enviar Joana Enríquez a compartir amb Carles la lloctinència de Navarra; el tractat no fou acceptat per Carles i donà inici a la guerra civil navarresa que va enfrontar els agramontesos, partidaris del rei Joan, i els beaumontesos, partidaris de Carles. Joan II derrota definitivament Carles en la batalla d'Oibar el 1451 on Carles rebé l'ajuda de Joan II de Castella, però fou derrotat i fet presoner, cosa que propicià que fos desheretat.

## Situació al Principat

### La situació al camp: la revolta dels remences
Al segle XIV comença una crisi a causa de la mortalitat de la pesta negra i de l'emigració cap a la ciutat, que va provocar una davallada de la població al camp, comportant que la terra conreada disminuís i, conseqüentment, els ingressos dels senyors. Per contrarestar aquesta disminució d'ingressos, augmenten la pressió sobre els pagesos amb el consegüent malestar. Les fortes tensions entre senyors i remences, pagesos sotmesos a la servitud hereditària de la gleva que no podien abandonar el mas sense haver-se redimit del seu senyor i la necessitat de la corona de limitar el poder dels nobles, alineats amb els poders institucionals de Catalunya, aconsella Alfons el Magnànim a dictar el 1448 una reial provisió, en la qual permetia reunions de pagesos, per suprimir els mals usos i recaptar fons per pagar al rei per la seva intervenció. Amb aquesta finalitat, es constituí un gran sindicat remença, que durant el bienni 1448-1449 tingué 553 reunions a una gran majoria de parròquies de la Catalunya Vella, controlades per un oficial reial, i que van quedar recollides en el Llibre del Sindicat Remença, inclòs al programa Memòria del Món de la UNESCO.
El 14 de gener del 1455, el rei Alfons publicà la sentència interlocutòria que suspenia els mals usos, que després d'una nova anul·lació, va ser confirmada el 9 de setembre de 1457, quan el rei va anunciar que renunciava definitivament a tornar a Catalunya i a rebre l'ajuda oferta per les Corts catalanes, i les disposicions de la corona foren executades el 15 de gener de 1458, el lloctinent de Catalunya i futur rei Joan d'Aragó i d'Albuquerque. El 27 de juny del 1458, mor sobtadament el rei Alfons a qui succeeix el seu germà Joan, que heretà aquest clima de revolta al camp que li resultarà beneficiós en el seu enfrontament amb el poder polític català i el 1460 va reinstaurar l'ordre de suspensió dels mals usos. La Guerra dels remences, iniciada el 1462, coincideix en dates amb la guerra civil catalana i situa la Diputació del General amb dos fronts oberts: la lluita al camp contra els remences i la lluita contra el rei.

### La situació a Barcelona: la Biga i la Busca
La crisi econòmica mediterrània dels volts del 1425 comportà la intervenció per mitjà de mesures proteccionistes, però per aplicar-les calia vèncer la resistència de l'oligarquia urbana (els ciutadans honrats). Les protestes i motins se succeïren, donant lloc a una sèrie de canvis i reformes en 1436.
A Barcelona, els mercaders i menestrals proposaven una sèrie de mesures com la devaluació monetària, prohibició d'importació de productes, millora de la producció tèxtil i els impostos a estrangers mentre els ciutadans honrats proposen mesures més limitades, com treballs públics per atenuar l'atur. La intransigència d'aquests últims i la seva resistència al canvi van precipitar la crisi econòmica i van dividir els barcelonins, a partir de 1450, en dos grups clarament diferenciats: la Biga i la Busca. La Biga, integrada per la majoria dels ciutadans honrats i alguns mercaders, es considerava, actuava i vivia com un grup nobiliari tenint terres, castells i drets senyorials, vivint de rendes i oposats a les alteracions monetàries, mentre La Busca, el partit dels menestrals i mercaders que aspiraven a controlar el govern municipal per fer complir els privilegis, llibertats i costums de Barcelona, volia la devaluació monetària i mesures proteccionistes.
Entre la Biga i la Busca, Alfons el Magnànim mantingué una postura ambigua, ja que, d'una banda, necessitava diners i els acceptà tant de buscaires com de bigaires, i d'altra aspirava, com els altres reis del segle xv, a imposar la seva autoritat en les Corts catalanes i sobre la noblesa. El Sindicat dels Tres Estaments, format per mercaders, artistes i menestrals, naixé a Barcelona el 19 de novembre de 1452 amb l'autorització del governador de Catalunya, Galceran de Requesens i el vistiplau d'Alfons el Magnànim que permeteren una modificació del sistema d'elecció dels consellers i d'una reorganització del Consell de Cent amb l'objectiu de protegir els interessos d'aquests col·lectius.
Les darreres Corts catalanes del regnat d'Alfons, convocades per Joan de Navarra en 1454 com a lloctinent del rei, en les quals no només mai fou present directament el rei, sinó que ni tan sols pogueren arribar a clausurar-se, evidenciaren l'existència d'una distància creixent entre la monarquia i bona part dels seus vassalls, alhora profundament dividits entre ells. La noblesa barcelonina bigaire ocupava els càrrecs de la Diputació del General i al final de la crisi dels remences el rei s'havia posicionat a favor del partit barceloní de la Busca. Les maniobres reials al consistori de Barcelona per a afavorir la presència d'aquest partit en un espai tradicionalment ocupat per l'oligarquia representada per la Biga, s'incrementaren mitjançant la figura del nou lloctinent, Galceran de Requesens, qui acabarà protagonitzant una dissolució il·legal del Consell de Cent per a imposar els seus candidats. Era president de la Generalitat Bernat Guillem Samasó.

### L'enfrontament entre Joan II i el príncep de Viana
Alfons el Magnànim no va tornar de Nàpols i va morir el 27 de juny de 1458. Joan s'assabentà de la mort del seu germà el 15 de juliol de 1458 estant a Tudela duent a desavinences entre Joan el Sense Fe i Carles de Viana per l'ordre de successió, augmentades quan Joan nomenava al seu fill Ferran com a duc de Montblanc, revelant-se la intenció de fer-lo hereu, i designant la seva filla Elionor com a governadora de Navarra. Joan inicià llavors el viatge cap a les seves noves terres per tal de presentar-s'hi com a sobirà i el 22 de novembre de 1458 entrà oficialment a Barcelona. Des de Sicília, Carles va fer una crida als catalans a recolzar-lo, i va arribar a una concòrdia amb Joan, per la qual ell i els seus partidaris eren perdonats, però a Carles se'l prohibia estar a Sicília i Navarra. Carles anà a Barcelona, on fou rebut amb honors de primogènit i provocant l'enuig del rei, que no el reconeixia com a tal, i el rei prohibí que en fou considerat, i fou cridat a les Corts de Lleida, per concretar la seva boda amb Caterina de Portugal i evitar que es casés amb la infanta Isabel de Castella, sent aclamat per les viles on passava, i un cop allà, el 2 de desembre el rei ordenà la detenció del príncep acusat de traïció.
El clima emocional generat per l'empresonament de Carles de Viana, ordenat pel seu pare Joan el Sense Fe a les darreries de 1460, va fer passar a l'ofensiva a les classes privilegiades del Principat mentre les autoritats valencianes i aragoneses actuaren amb indiferència. A les Corts de Lleida s'elegeix un Consell del Principat, que procedí a mobilitzar un exèrcit i construir 24 galeres, i exigí al rei l'immediat alliberament del seu fill i el seu nomenament com a primogènit. Aquesta enèrgica actitud, unida a l'aixecament dels beaumontesos navarresos i a la mobilització castellana a la frontera d'Aragó, van obligar el rei a cedir: alliberà Carles de Viana i acceptà la capitulació de Vilafranca en 1461, en què es recollien les reivindicacions polítiques de l'oligarquia catalana, entre d'altres, el nomenament de Carles com a lloctinent de Catalunya de manera perpètua i la prohibició al rei d'entrar a Catalunya sense permís de la Generalitat, que comptava amb la supremacia naval amb mentre no s'aprovessin les lleis que la desenvolupaven.
La sobtada mort del príncep de Viana per tisi (tot i que corregué la brama que fou enverinat per agents de Joana Enríquez) al cap de tres setmanes del seu alliberament va alterar l'aparent pacificació. A la mort del príncep, el nou primogènit seria l'infant Ferran, que tenia 10 anys, de manera que el rei va enviar a Barcelona la seva mare, la reina Joana Enríquez, on va arribar el 21 de novembre després de passar uns dies a Santa Maria de Valldonzella amb la intenció d'aigualir la capitulació de Vilafranca i accentuar la divisió entre els dirigents catalans, dividits entre els reialistes, els que volien desenvolupar la capitulació i establir els límits del poder reial, i una minoria radical que pretenia acabar amb els Trastàmara, als quals consideraven incapaços de governar en el pactisme, i cercar un nou sobirà, o bé instituir una república com la República de Venècia o la República de Gènova.
En una Barcelona dominada per la Biga, les relacions de Joana Enríquez amb els organismes representatius de Catalunya foren molt dures durant els sis mesos en què va viure a Barcelona amb el seu fill, ja que diversos dirigents de la Busca presos, acusats de conspirar en favor de Joan II en el complot de Sant Maties, van ser condemnats a mort. Els reialistes, amb el suport dels seus tradicionals aliats, buscaires i pagesos, van provocar la Guerra dels remences, un aixecament camperol contra els seus senyors per reivindicar l'abolició dels mals usos. El febrer de 1462 anuncia la seva marxa a Girona, on feia uns mesos que els pagesos de remença s'havien aixecat. Davant l'agreujament de la situació, Joan el Sense Fe va buscar el suport de Lluís XI de França pel Tractat de Saragossa a canvi, entre altres coses, del Rosselló i la Cerdanya Quedaren específicament inclosos en aquesta cessió els castells de Perpinyà i de Cotlliure i també Puigcerdà (la Cerdanya i la Vall de Ribes eren la «Catalunya Nord», ja que havien format part del Regne de Mallorca)a través del seu nebot Gastó de Foix, a qui promet heretar el Regne de Navarra en virtut del tractat de Baiona, deixant Bernat d'Oms i de Santapau com a governador dels comtats ocupats pels francesos.

## Decurs de la guerra
Amb l'anunci de la propera marxa de Joana Enríquez a Girona i la notícia que els remences es preparaven per enviar una ambaixada a la cort per demanar l'entrada del rei a Catalunya, el Consell del Principat, dominat ja per la facció antijoanista, va decidir el 5 de març formar un exèrcit per acabar amb la rebel·lió remença, amb què la reina va marxar a Girona, on va arribar cap al 15 de març, i allà va ratificar l'ordre de dissolució dels grups armats remences i va enviar dos oficials reals a la muntanya gironina per fer que es complís, però, com que aquestes disposicions no van acabar amb la rebel·lió, la reina va decidir intentar assolir una treva posant-se en contacte amb Francesc de Verntallat. Mentrestant, a Barcelona, on els enfrontaments entre joanistes i antijoanistes eren cada cop més freqüents, va començar la recluta de l'exèrcit que havia d'acabar amb la rebel·lió remença convocant a la noblesa del país, i que també estava dirigit contra tots els que «tracten contra la Capitulació», a la qual cosa la reina des de Girona va manifestar la seva més ferma oposició per ser un acte il·legal en haver usurpat una prerrogativa del lloctinent de Catalunya, càrrec que ostentava ella mateixa en nom del seu fill el príncep Ferran. El Consell del Principat, a proposta del bisbe de Vic, li va contestar declarant nul·les les seves decisions, al·legant que estava mal informada i aconsellada.
El 24 d'abril, el Consell del Principat va aixecar una host de 300 cavallers amb 100 llances i un miler d'infants comandada per Hug Roger III de Pallars Sobirà per combatre els pagesos, i la reina va decretar immediatament la seva il·legalitat, mentre els diputats i el Consell prohibiren la publicació de la crida reial. Les autoritats locals no sabien què fer, ja que les dues autoritats eren legítimes, però les ordres contradictòries i els primers atacs foren de les tropes remences de Francesc de Verntallat a Castellfollit de la Roca el 1462 i, després de recuperar Hostalric, els revoltats van iniciar el setge de la Força Vella de Girona, on s'havien refugiat Joana Enríquez i el príncep Ferran. Veient la situació, el rei va penetrar al Principat per Alfarràs el 5 de juny al capdavant de 200 genets i 200 homes a peu aragonesos, navarresos i catalans addictes sense permís del Consell del Principat, i va instal·lar la seva base d'operacions a Balaguer amenaçant Lleida. El rei fou declarat enemic, i conculcat els seus drets al tron, el 8 de juny, i la reina, el 10.
El rei començà les operacions per prendre Tàrrega, i els exèrcits es trobaren a la batalla de Rubinat el 21 i 22 de juliol del 1462 on foren capturats els principals caps de l'oposició, entre ells Roger d'Erill i Jofre de Castre Pinós, que morien executats el 1463. Lluís XI de França va complir la seva part del tracte i aixecava un exèrcit de 22.000 homes comandats per Gastó IV de Foix envaint el Rosselló el 9 de juliol i derrotant amb facilitat a Jofre VII de Rocabertí el 28 de juliol a la batalla d'El Pertús i va aixecar el setge de la Força Vella, mentre els gascons Tàrrega caigué en mans reialistes a finals de juliol.
Lluís XI de França oferí a Agurain ajut militar a Joan II a canvi d'un pagament pel qual les rendes del Rosselló i la Cerdanya quedaven empenyorades per un valor de 200.000 escuts i al Tractat de Baiona s'estipulà que fins que no es retornés el deute, Joan II cedia els drets sobirans sobre Els Comtats, així com llur jurisdicció i emoluments. La xifra total del deute es va quantificar en 300.000 escuts d'or. Quedaren específicament inclosos en aquesta cessió els castells de Perpinyà i de Cotlliure, i també Puigcerdà, places fortes a on s'instal·laren les noves guarnicions franceses. El rei francès s'apoderà dels comtats en pocs dies l'agost de 1462 però l'auge de la resistència nord-catalana va obligar-lo a enviar-hi un exèrcit francès comandat pel duc de Nemours Jaume d'Armanyac el gener de 1463. Paral·lelament, la notícia que Joan II havia hipotecat una part del país als francesos va enfurismar els catalans i fou molt mal rebuda a Barcelona, cosa que va convèncer encara més les autoritats catalanes (amb el Consell del Principat al capdavant) de la necessitat de la revolta contra el rei.

### Enric IV de Castella

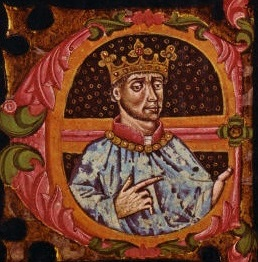
Enric IV de Castella

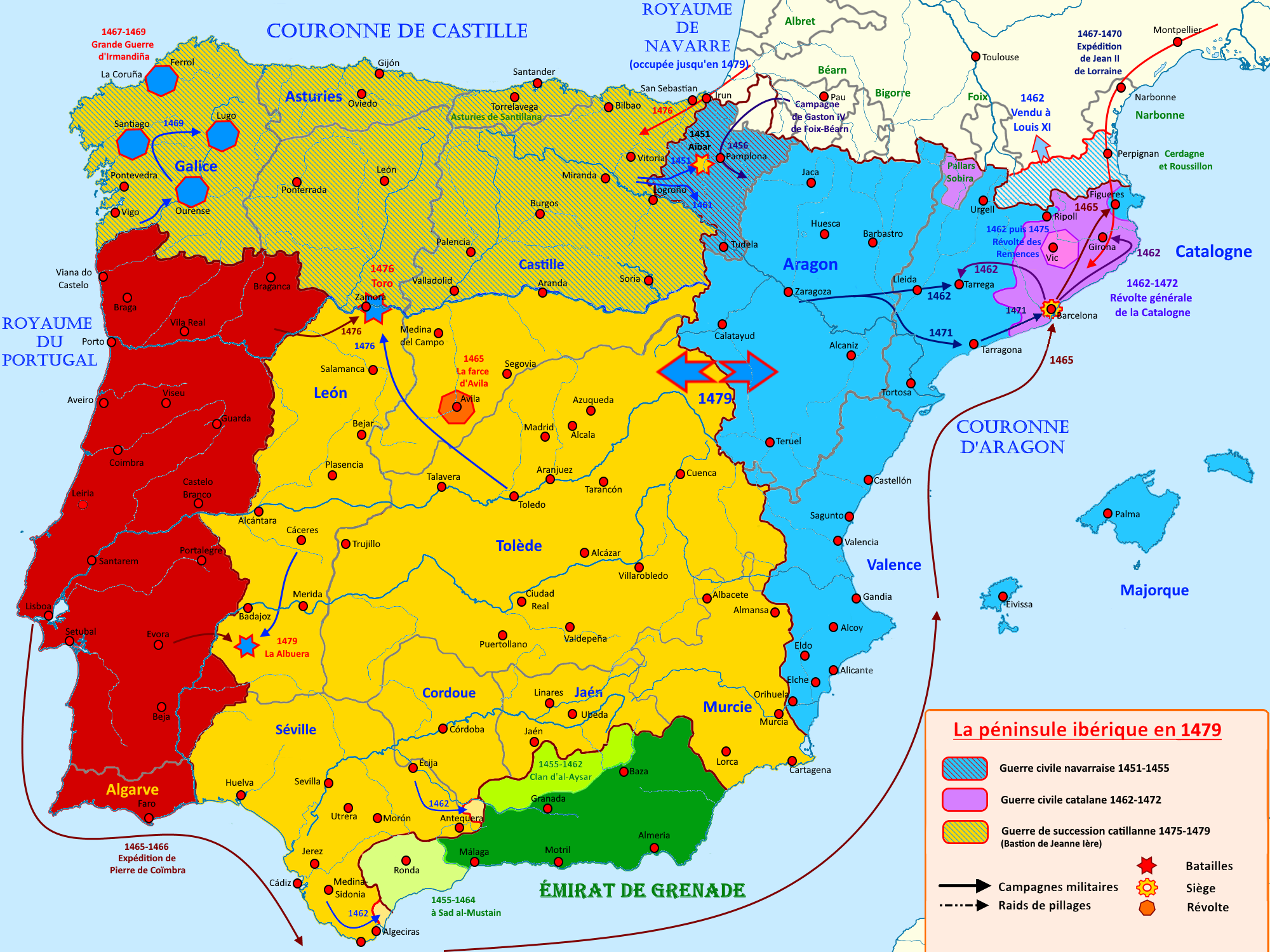
Campanyes de 1462

El mes d'agost de 1462 el Consell del Principat proposa deposar Joan el Sense Fe, la seva dona i el seu fill El Consell del Principat d'acord amb les autoritats municipals de Barcelona va acordar demanar ajuda militar a Enric IV de Castella per expulsar l'exèrcit francès de Catalunya, i per això es va decidir enviar una ambaixada a Castella encapçalada per Joan de Copons amb l'encàrrec que sol·licités l'enviament de dos mil homes a cavall. Veient que una república sense suport extern era inviable, les autoritats catalanes van considerar que aconseguir l'ajuda militar no era suficient i van fer el pas d'oferir la corona al rei castellà com a cap de la branca principal dels Trastàmara que des del Compromís de Casp també regnava a la Corona d'Aragó, qui a part dels seus drets al tron podia comptar amb l'ajuda dels beaumontesos navarresos, enemics de Joan el Sense Fe i de Gastó de Foix, que donaven suport Blanca II de Navarra, germana de Carles de Viana i exdona d'Enric IV, pensant que així lligarien més fermament el rei castellà a la seva causa. L'onze d'agost es van reunir el Consell de Cent del municipi de Barcelona i el Consell del Principat; tots dos van acordar nomenar Enric IV «senyor del Principat de Catalunya» ―«per a la salvació i restauració del dit Principat i de la cosa pública d'aquell i de les persones i béns dels poblats en aquell, ha de ser proclamat i pres en i per senyor del Principat el sereníssim Enric, rei de Castella», es deia en el document aprovat per les dues institucions-, qui s'havia de comprometre a canvi a respectar les lleis catalanes i la Concòrdia de Vilafranca de 1461. Immediatament van ser informades de la decisió les principals ciutats catalanes i l'endemà, com Joan Copons ja havia sortit per a Castella, se li va enviar una carta en què li comunicaven el canvi en l'objectiu de la seva missió, acompanyada d'una altra adreçada al rei de Castella en què es deia que, «apartats els dits rei, reina i descendència, us oferim i presentem aquest Principat, com a vacant i destituït de senyor». Enric va disposar per al rescat dels nous súbdits enviar 2500 homes de cavalleria encapçalats per Joan de Beaumont travessant Aragó per la força en direcció a Lleida, als que seguirien una host de 2000 homes al Regne de València, una de 2000 homes al Regne de Navarra i una darrera de 8000 homes, encapçalats pel mateix Enric, a Catalunya, mentre la flota castellana de trenta galeres atacaria per mar.
Joan, coneixedor dels moviments castellans, va intentar avançar-se i prendre Barcelona, i l'exèrcit de Gastó de Foix va sortir de Girona per prendre els ports i protegir les comunicacions amb França, prenent Verges després de tres dies de bombardeig, però el setge de Torroella, on van arribar el 10 d'agost i on es trobava el baró de Cruïlles amb el comte de Pallars, Guerau Alemany de Cervelló, Francesc Galceran de Pinós i Arnau de Vilademany amb 1500 homes, va fracassar després de cinc dies, i els reialistes van haver de tornar a Girona.
En nom del rebel Jaume d'Arenós el 14 d'agost, Juan de Híjar, cunyat de Joan de Beaumont amb tropes castellanes va ocupar Alcanyís, el 17 Aliaga i l'endemà Castellote i Azaila, i Antonio Navarro prenia Albentosa, Rubielos de Mora i Sarrion el 15 d'agost, però no pogué prendre la Puebla de Valverde, que fou socorreguda des de Terol el 27 d'agost. Beaumont va capturar Calataiud, però davant de l'hostilitat de Saragossa, va travessar més al sud, on Juan de Híjar s'havia fet fort, avançant fins a Móra d'Ebre i arribant a Tortosa.
El 15 o 16 d'agost Joan de Copons es va entrevistar amb Enric de Castella a Atienza, on el rei li va contestar que abans d'acceptar havia de consultar el Consell reial, encara que ell era favorable a la proposta. Vuit dies després la reunió del Consell a Segòvia, on s'havien reunit les corts, va proposar acceptar l'oferiment. Després de l'acceptació el rei va decidir enviar a Catalunya dos mil cinc-cents homes a cavall al comandament de Joan de Beaumont, prior de l'orde de Sant Joan de Jerusalem del regne de Navarra, i de Juan de Torres, cavaller de Sòria. El dia 1 de setembre va arribar a Barcelona la notícia de l'acceptació i l'endemà es va fer un solemne tedeum a la catedral.
Lluís XI va ordenar a Gastó de Foix el 14 de agost marxar directament sobre Barcelona, on convergiria amb les tropes del rei Joan Joan, i reforçat amb 2000 homes més provinents del Rosselló, va sortir l'1 de setembre de Girona en direcció a Barcelona amb el príncep Ferran, coberts per la flota de reialista de Joan III de Vilamarí, reforçada per una desena de galeres franceses, a costa de deixar desguarnit el Rosselló i l'Empordà. El 4 de setembre passava al costat d'Hostalric sense aturar-se a assetjar la vila, mentre en el seu avenç cap al sud va ser fustigat des de la costa per l'exèrcit de la Diputació del General de Catalunya comandat per Hug Roger III de Pallars Sobirà que va evitar un xoc frontal atesa la seva notable inferioritat i que intentava arribar a Barcelona intacte per ajudar a defensar-la. El 9 de setembre, després de passar per Sant Celoni, Granollers i Montmeló poc defensades i que va capturar, l'exèrcit francès arribava a Montcada, la clau d'entrada del Pla de Barcelona, i després de prendre el castell de Montcada va instal·lar el seu campament a Sant Andreu de Palomar. El dia 11 Enric IV va atorgar poders a Joan de Beaumont i Joan Ximénez de Arévalo perquè actuessin com els seus lloctinents a Catalunya i el 12 de setembre, quan Joan el Sense Fe procedent de Martorell i Sant Cugat del Vallès es va unir a les tropes de Gastó de Foix a Sant Andreu de Palomar, tenia lloc a Barcelona la solemne proclamació d'Enric IV de Castella com el nou comte de Barcelona. Joan el Sense Fe, que es va reunir amb la seva dona i el seu fill després de gairebé un any de separació, es va dirigir a Barcelona per iniciar el seu setge, però el 4 d'octubre davant el perill de l'arribada per mar des de Tortosa dels 2.500 soldats de cavalleria castellana de Joan de Beaumont es va aixecar el setge, en el primer gran triomf dels revoltats. Les tropes reialistes van ocupar i saquejar Vilafranca del Penedès el 9 d'octubre després de forts combats, passant per Sant Cugat del Vallès i Martorell, que no van capturar, i van passar a assetjar Tarragona, que va capitular el 31 d'octubre. Tarragona es va convertir a partir d'aleshores en una important base d'operacions militars i polítiques reialistes i fou on establí Joan el Sense Fe la seva cort i la seu de la Diputació del General del Principat de Catalunya reialista. El Príncep Ferran va anar a Saragossa on va romandre tot el 1963.
El 24 d'octubre van arribar a Barcelona Joan de Beaumont i Joan Ximénez de Arévalo quan els reialistes només controlaven Balaguer, Tarragona, Tàrrega, Montblanc, Girona i Perpinyà, però la major part a Catalunya es manté al costat de la Diputació del General i el Consell del Principat, el rei i el comte de Foix van decidir refugiar-se al Regne d'Aragó, que romania fidel a Joan, arribant a Balaguer, on va establir la seva cort, el 12 de novembre després de passar per Montblanc.
L'11 de novembre Beaumont i Ximénez d'Arévalo van jurar en nom d'Enric les lleis catalanes davant de l'altar major de la catedral. Dos dies després una comissió molt nombrosa de les institucions catalanes va jurar fidelitat a Enric I de Catalunya. Un mes després l'exèrcit de Gastó de Foix va arribar a Saragossa, que el va aclamar i després de recuperar Belchite no va voler enfrontar-se a l'exèrcit castellà de Juan de Híjar per evitar que Enric de Castella s'aliés amb els anglesos i borgonyons en contra dels francesos i el gener de 1463 Gastó de Foix es va retirar a Navarra, on va acabar dissolent-se i va tornar al Bearne. La meitat de les tropes castellanes, mil homes, a peu i cavall van dirigir-se a Lleida encapçalats per Juan de Torres mentre la resta es va quedar a Tortosa, on va arribar a finals de desembre un nou contingent des de Conca sota el comandament de Juan Hurtado de Mendoza.
El gener de 1463 un altre exèrcit de Lluís XI de França comandat per Jaume d'Armanyac-Nemours va ocupar el comtat del Rosselló, prenent el dia 8 Perpinyà i el 13 Cotlliure, i va enviar Jean de Montauban com ambaixador a Castella perquè Enric IV dubtava a assumir la Corona d'Aragó, atès que els regnes d'Aragó i de València no s'havien sumat a la rebel·lió catalana. De les gestions de l'ambaixador va sorgir la idea que el rei francès, com a aliat de tots dos contendents, actués com a àrbitre en el conflicte que els enfrontava. A principis d'abril van començar les negociacions entre els representants dels reis de Castella, Aragó i França, i el 23 es va fer pública la Sentència arbitral de Baiona per la qual el castellà es comprometia a retornar les places fortes que havia pres als regnes de Navarra, Aragó i València i renunciar al Principat, i en compensació se li lliura la Merindad d'Estella, que no es va arribar a complir, mentre que Joan el Sense Fe renuncia a les rendes que li corresponien a Castella, sempre que concedís una amnistia general i reconegués la Capitulació de Vilafranca, amb la condició que els catalans se sotmetessin a la seva autoritat en un termini de tres mesos. La sobirania d'Enric havia estat exercida a distància, ja que en cap moment es desplaçà a Catalunya. L'ocupació del comtat de la Cerdanya tingué lloc quan Puigcerdà va ser presa el 16 de juny. El juny de 1463 Joan de Beaumont va renunciar a ser lloctinent de Catalunya en nom d'Enric IV de Castella.

### Pere de Portugal

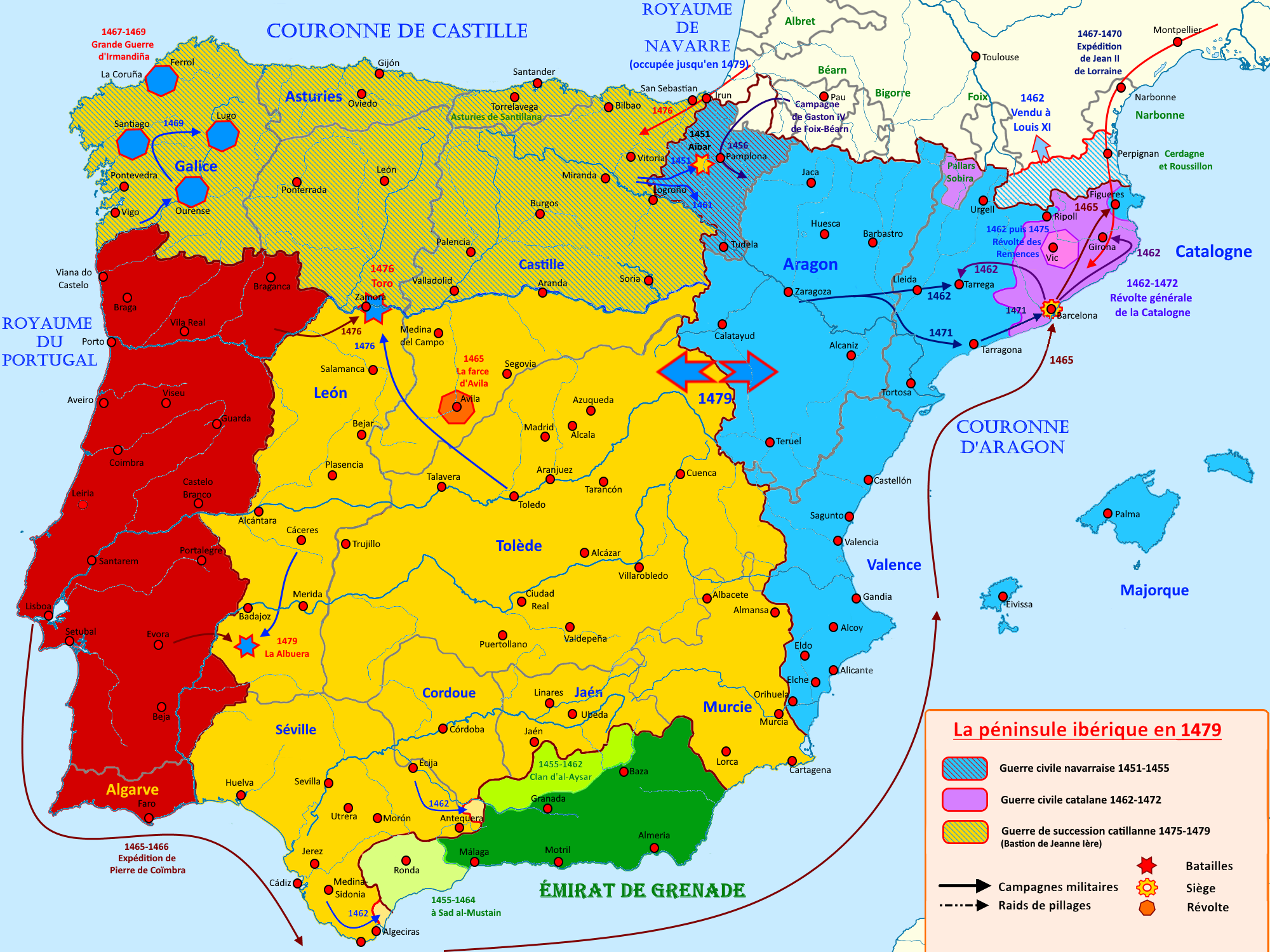
Campanya de 1465

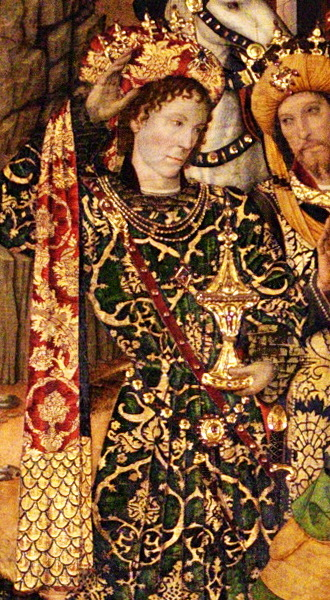
Pretès retrat del Rei Pere IV de Catalunya a la taula central del Retaule del Conestable, de Jaume Huguet

El 27 d'octubre del 1463 la Generalitat de Catalunya va oferir la corona d'Aragó a Pere de Portugal, conestable Pere de Portugal, que al·legant els seus drets successoris a la Corona com a net de Jaume II d'Urgell s'havia postulat a les autoritats catalanes el novembre de 1462 per a regnar al Principat, sent rebutjada la seva proposta. En l'elecció del conestable de Portugal, les autoritats revolucionàries catalanes van valorar els drets successoris, el suport que podria rebre de Portugal i Borgonya. Va ser rebut amb gran solemnitat quan va desembarcar a Barcelona el gener del 1464 portat per dues galeres catalanes que havien salpat l'1 de novembre. Donades les seves limitacions, s'alià amb el duc de Borgonya, enemic de Lluís XI de França. Aragonesos, valencians i mallorquins, mentrestant, presten suport a Joan el Sense Fe, a més dels buscaires i remences i alguns nobles i clergues com Bernat Saportella, diputat del Principat de Catalunya, es posa al costat del rei. El gener de 1464 li fou confiada la màxima direcció de l'exèrcit que lluitava a l'interior del país entre Cervera i Lleida a Pedro de Eça.
Descartada l'amenaça castellana en aplicació de la Sentència arbitral de Baiona, Joan el Sense Fe va desplegar una ofensiva per ocupar la part oriental de Catalunya. Així el febrer de 1464 Joan el Sense Fe va posar setge a Cervera, i el març va dirigir personalment al març el setge de Lleida al costat del seu fill Alfons VI de Ribagorça, Bernat Hug de Rocabertí i Rodrigo de Rebolledo amb diners i soldats de les ciutats de Saragossa i València, i el 6 de juliol va aconseguir que la ciutat capitulés. Aquest daltabaix per a la causa rebel va obligar Pere a abandonar la seva forma autoritària de poder, amb mesures com l'expulsió de Barcelona de les famílies de reialistes com Arnaldo Scarit, Joan Francesc Boscà, Galcerán Dusay i Ramón Marquet i restablir a l'agost el Consell del Principat, el principal organisme revolucionari, que havia dissolt cinc mesos abans.
Joan de Beaumont es va anar distanciant progressivament de Pere de Portugal a causa de la detenció, i en certs casos tortura, d'alguns dirigents revolucionaris, entre els quals hi havia l'abat de Montserrat Antoni Pere Ferrer, el seu nebot Joan Pere Ferrer, l'antic capità de la Bandera de Barcelona, Joan Bernat de Marimon i Francesc Galceran de Pinós acusats d'haver participat en una conspiració contra ell, i és possible que Joan de Beaumont temés per la seva pròpia seguretat, i el tractat de Pamplona del 9 de juny de 1464 entre Joan II i Enric IV de Castella que suposava la pacificació de Navarra i la retirada definitiva del suport del rei castellà als rebels catalans, així que canvià de bàndol i posà Vilafranca del Penedès en mans reialistes el 25 d'agost. La notícia va causar una enorme commoció al bàndol rebel per la significació del personatge, el cap del partit beaumontès que lluitava contra Joan el Sense Fe a la guerra civil navarresa i havia estat el lloctinent d'Enric IV de Castella quan aquest va assumir la sobirania del Principat de Catalunya, i per la posició estratègica de Vilafranca. Pere Portugal el va titllar de «traïdor, lladre i perjur», mentre que Joan es va reconciliar amb ell i va signar el tractat de Tarragona el 22 de novembre la pau amb els beaumontesos que va posar fi a la guerra civil de Navarra. El 6 de juliol de 1464 cinc galeres, una galiota i un bergantí comandats per Jaume Carròs i Manrique des de Mallorca van bombardejar Barcelona en nom de Joan el Sense Fe, sent rebutjats pel foc de les fustes de la platja.
Pere de Portugal va reunir a Barcelona un nodrit contingent de tropes per fer front a la previsible ofensiva de les forces reialistes fidels a Joan el Sense Fe, que mantenien el Setge de Cervera. Quan Pere de Portugal va tenir notícia que les forces assetjadores al comandament de Joan Ramon Folc IV de Cardona anaven a rebre el reforç d'un nou contingent comandat pel joveníssim príncep hereu, va sortir des de Vic, on havia establert la seva caserna general, per a Cervera. El seu exèrcit acabava de ser reforçat amb tropes portugueses i borgonyones i comptava amb els caps militars més destacats: Pere d'Eça, Beltrán i Joan d'Armendáriz, el comte de Pallars, Guerau de Cervelló, el baró de Cruïlles, el vescomte de Rocabertí i el vescomte de Roda, i va sortir al seu encontre l'exèrcit reialista que també comptava amb els seus capitans més importants. Al costat del comte de Prades i del seu fill Joan Ramon Folch III, hi havia l'arquebisbe de Tarragona, el comte de Mòdica i el castellà d'Amposta Bernat Hug de Rocabertí ―només faltava el comte d'Empúries, fill natural de Joan. L'exèrcit reialista va sortir al seu encontre i el xoc entre tots dos es va produir en camp obert el 28 de febrer entre Prats de Rei i Calaf, on Pere fou derrotat i tornà a Manresa, fet que va suposar deixar de gaudir de la confiança de les autoritats catalanes,
El 6 d'abril de 1465 la gent de Tortosa pren Ulldecona i a finals de maig de 1465, Joan II es reuneix amb la seva dona a València, on recluten 300 genets, 600 infants, una bombarda de sis arroves i una de quatre i mitja.
En resposta a la derrota de Calaf, el 7 de juny de 1465, Pere va prendre La Bisbal, punt estratègic de les comunicacions entre Girona i la costa, defensat pel bisbe de Girona Joan Margarit i Pau. El 5 de juliol de 1465 un grup de grans nobles castellans va deposar en efígie a Enric IV de Castella i va proclamar rei en el seu lloc al seu mig germà l'infant Alfons. La situació va degenerar en una guerra civil que va durar fins a la mort d'Alfons el 1468 i la submissió de la seva germana Isabel a l'autoritat d'Enric. Alhora, la Lliga del Bé Públic va desafiar al poder de Carles VII de França durant nou mesos en 1465, deixant Pere de Portugal sense el suport militar castellà i francès.
El fracassat setge de la Bisbal obligà Joan II i el seu hereu a refugiar-se a l'estol reial i a tornar a Tarragona. Joan el Sense Fe arriba a Ulldecona a principis de juny i posa la ciutat a setge, moment aprofitat pels assetjats per fer una sortida, arribant a prop de la tenda de la reina. Joan abandona el setge per dirigir-se al setge de Cervera mentre Pere avançava al nord, prenent Camprodon, Berga, Bagà i Olot. i Pere avançava en el nord, prenent Camprodon, Berga, Bagà i Olot amb les tropes de Joan estancades en el setge d'Ulldecona. Amb la caiguda d'Amposta en mans reials, quedava obert el camí de Tortosa i Barcelona. L'armada de Francesc Berenguer de Blanes perseguí els vaixells de la Generalitat, que el 12 de juliol van desembarcar reforços portuguesos, Dies més tard, el 17 de juliol, Igualada va caure i Cervera ho feu el 14 d'agost.
El triomf a la batalla de Calaf, en la que els principals caps foren fets presoners va assenyalar un punt decisiu a la guerra revolucionària. Aragó, València, Mallorca i Sicília, fins aleshores més o menys expectants, es van lliurar decididament a la causa real. A la ciutat de València, per exemple, es va celebrar una solemne processó per festejar la victòria i els seus jurats es van afanyar a concedir dos préstecs al rei Joan II per valor de 68.000 sòlids, exemple que van seguir Saragossa, Palerm i Messina.
El 2 d'octubre de 1465, l'exèrcit reial comandant pel príncep Ferran inicià el setge fluvial i terrestre amb la flota de Joan III de Vilamarí, i l'exèrcit d'Alfons d'Aragó i d'Escobar sobre el castell. A principis de gener de 1466 el rei Pere va ordenar Pere Joan Ferrer i des Torrent que auxiliés amb la flota de 20 vaixells primer el setge de Maó i després Amposta amb la flota de la Generalitat, que comptava amb 20 vaixells Apostats a l'Ampolla, arribaren tres naus més des de Tortosa i feren fugir les naus que blocaven el castell. També les tropes del rei Pere tingueren algun èxit militar, com el suport rebut per mar des de Portugal quan Barcelona fou assetjada el juliol de 1465 per Alfons d'Aragó i d'Escobar, però les negociacions de Joan van deixar Pere sense aliances, perdent el suport de Milà i Castella i restant-li només el suport d'Anglaterra i Borgonya, que no podien influir en la guerra. Diverses poblacions catalanes canvien de bàndol (en els dos sentits) durant el conflicte, dificultant així encara més l'estratègia.
A conseqüència de les derrotes i de la crisi econòmica i financera que patia Barcelona, les discrepàncies entre Pere de Portugal i les institucions catalanes amb la Generalitat al capdavant van anar accentuant-se, especialment quan el rei va intentar dur a terme una reorganització militar posant portuguesos als llocs clau i a principis del 1466, mentre que Pere fracassava de nou en la recerca del suport d'algun sobirà europeu, la Generalitat es va negar a pagar els sous d'aquests capitans portuguesos. La situació es va agreujar quan al març Pere va caure malalt i a partir del 29 de maig ja no va poder abandonar el llit. Va morir el 29 de juny a Granollers. Una setmana abans, el 21 de juny, Joan havia aconseguit la rendició d'Amposta, assetjada des de feia quasi nou mesos, i el 15 de juliol, es va rendir Tortosa, de manera que tot el sud de Catalunya va passar ja a mans reialistes i quedava obert el camí de Barcelona. Els generosos termes de la capitulació van ser similars als imposats a Lleida. A la seva mort el juny de 1466 la guerra ja estava perduda, no havent complert les esperances posades en rebre suport de Portugal i de Borgonya i amb la caiguda de Lleida, Cervera i Tortosa i la derrota de Calaf, on van ser fets presoners el comte de Pallars i els vescomtes de Rocabertí i de Roda.

### Renat I

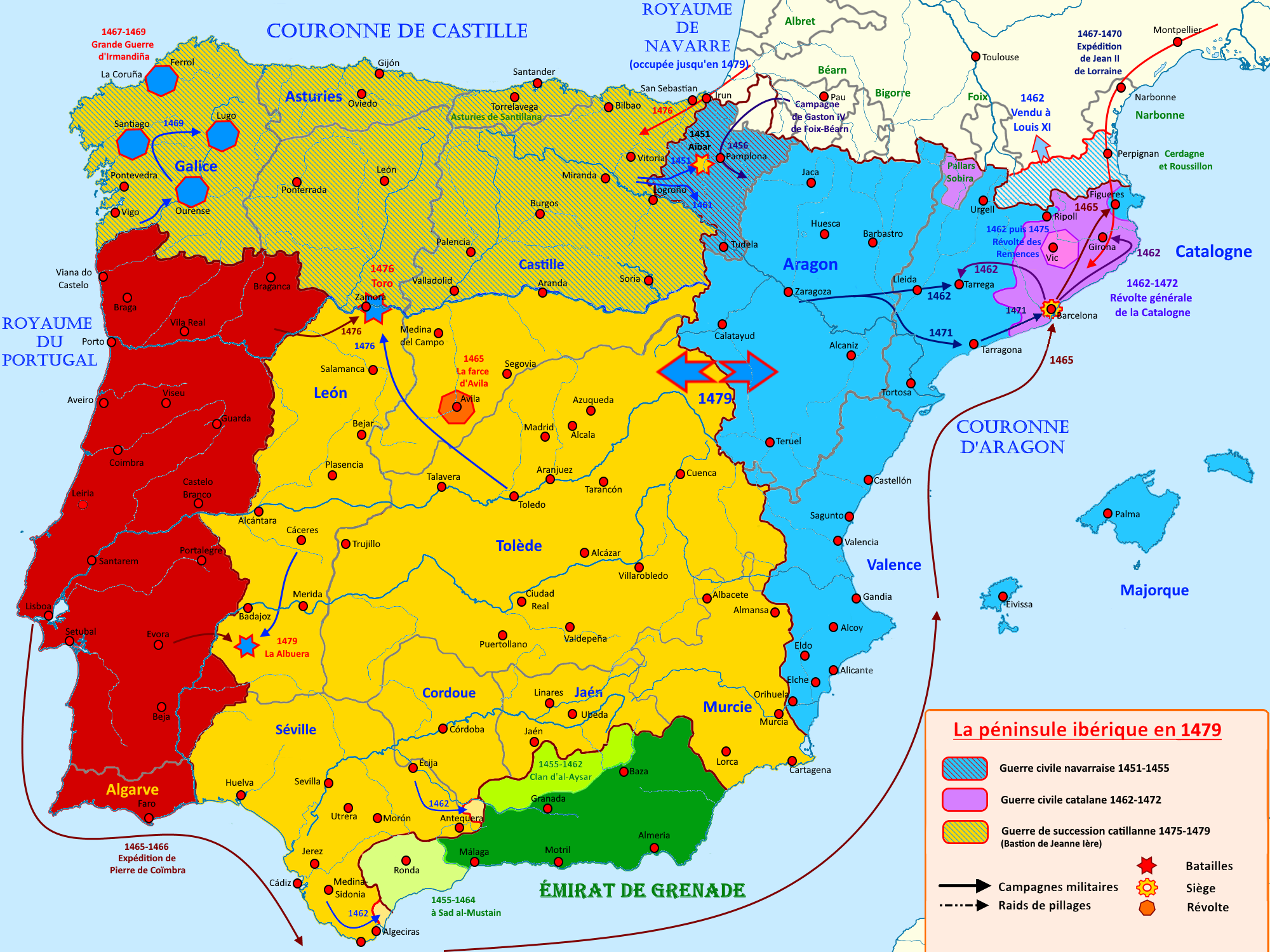
Campanyes de 1467

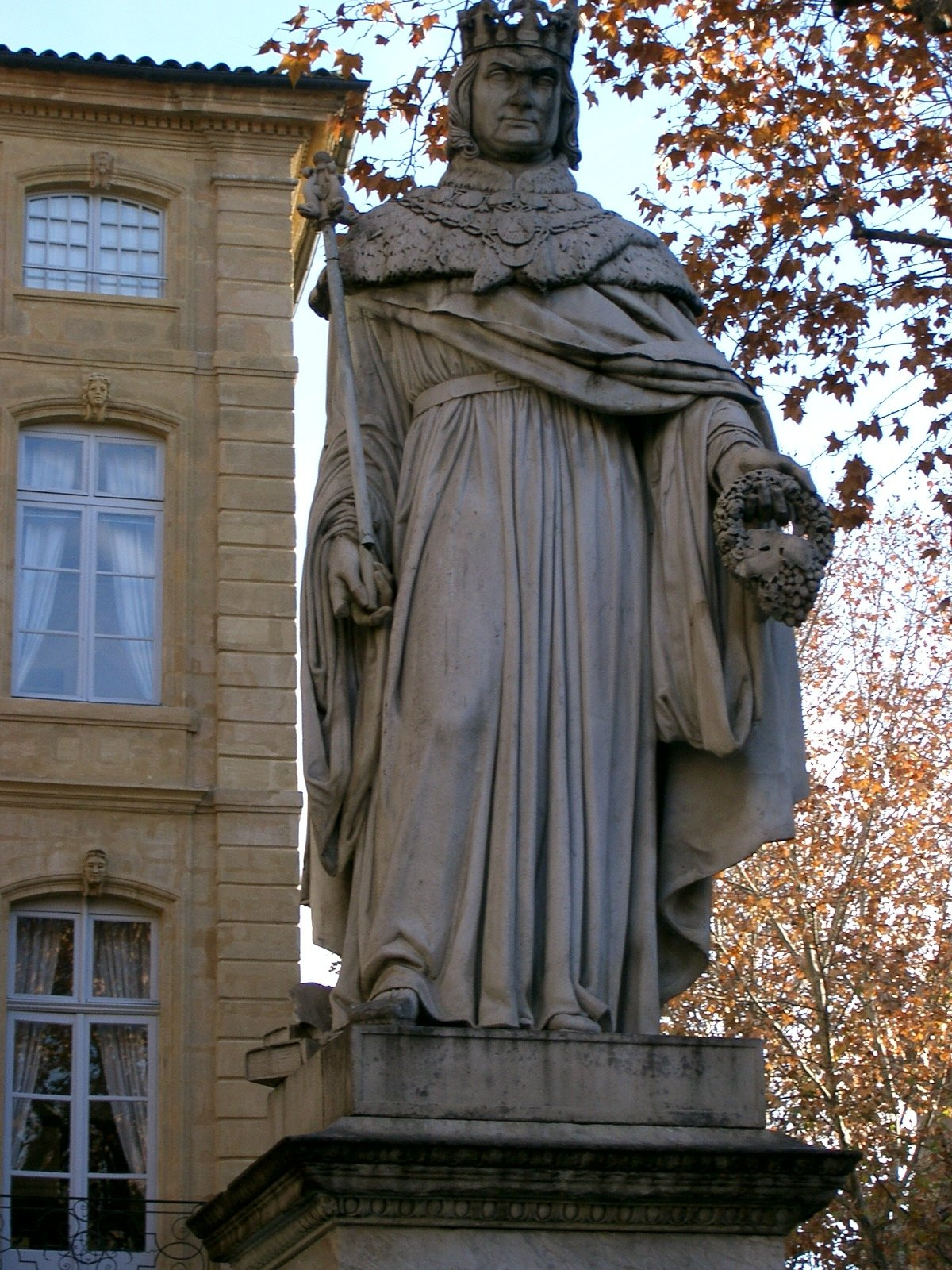
Estàtua del rei Renat I a Ais de Provença, Provença

El 29 de juny de 1466 mor el conestable Pere de Portugal a Barcelona havien augmentat considerablement els partidaris de posar fi a la guerra i per evitar-ho, el 2 de juliol es va publicar un decret per el que es castigaria amb la pena de mort als qui parlessin a favor del rei, la reina o el primogènit. Aprofitant aquest clima, Joan el Sense Fe va fer una oferta de pau del mateix tenor que la que acabava de fer Tortosa, que s'havia rendit el dia 15 de juliol, per mitjà d'una ambaixada de les Corts d'Aragó, però l'oferiment va ser rebutjat per les institucions barcelonines, dominades pel sector revolucionari més radical encapçalat per Cosme de Montserrat, bisbe de Vic, perquè esperava l'ajuda del regne de França.
S'oferí la corona a Renat I d'Anjou, net de Joan I d'Aragó i antic enemic d'Alfons el Magnànim, la qual cosa modificarà el sistema d'aliances internacionals i es va nomenar una ambaixada formada per tres membres en representació dels tres estaments del Principat perquè anés a Angers per rendir-li vassallatge, i va acceptar només quan Lluís XI de França el va fer saber en secret que comptava amb el seu suport. Conscient que darrere de la proclamació de Renat d'Anjou estava Lluís de França, Joan va demanar-li que mantingués l'aliança subscrita al Tractat de Baiona de 1462 i no va rebre resposta. El canvi en la seva política respecte de Catalunya va ser comunicat per Lluís a les autoritats catalanes, a les quals va assegurar que havia abandonat la seva anterior «aliança i confederació» amb el rei Joan i que es disposava a prestar tota la seva ajuda i consell a Renat d'Anjou. En el pla internacional la resposta de Joan va ser concertar una lliga amb Eduard IV d'Anglaterra i Carles I de Borgonya, dos enemics del rei francès.
Renat mai va arribar a ser a Catalunya i cedí els drets al seu fill, Joan II de Lorena, que entrà com a lloctinent a Barcelona el 31 d'agost de 1467, i va trigar a reunir l'exèrcit amb què actuaria a Catalunya, així que Joan el Sense Fe va intentar aprofitar per ocupar l'Empordà per impedir l'avenç de l'exèrcit angeví cap a Barcelona un cop creués els Pirineus, i per això calia prendre la fortalesa de Roses, de manera que a finals de setembre de 1466 l'exèrcit reial, al comandament de la reina Joana Enríquez s'hi va dirigir des de Manresa, passant per Olot, Besalú i Banyoles i el 22 d'octubre va començar l'assalt, però Roses va resistir i aquest fracàs va possibilitar l'avenç de l'exèrcit angeví, del que l'avançada va entrar al Principat el gener de 1467 i va arribar a Barcelona a mitjans de febrer després de prendre Castelló d'Empúries l'1 de febrer. Els angevins van ser aclamats pels seus desmoralitzats habitants, que en aquells moments patien greus penúries econòmiques. A mitjan abril va creuar els Pirineus el gruix de l'exèrcit angeví amb Joan II de Lorena al capdavant, i a qui Lluís XI feia poc que havia renovat la promesa de suport. Tot i això, no es va dirigir directament a Barcelona, sinó que abans va intentar prendre Girona, el principal nucli reialista al nord de Catalunya. A mitjan agost va haver de desistir del setge emprès el 7 de juliol després d'haver-se apoderat de la major part de l'Alt Empordà davant l'anunci de l'arribada d'un exèrcit reialista d'auxili al comandament del joveníssim príncep Ferran. Per por de veure's atrapat entre dos focs, va aixecar el campament i el 3 de setembre va entrar a Barcelona.
La retirada de Joan d'Anjou de les comarques gironines va permetre una contraofensiva reialista comandada pel príncep Ferran, que es va apoderar de diverses places de l'Alt Empordà. En el seu suport va salpar Joan el Sense Fe des de Tarragona al capdavant d'una flota que va desembarcar a Sant Martí d'Empúries el 2 d'octubre i va entrar a Girona el 27, però el 21 de novembre un comboi que sortí de Figueres dirigit per Joan Ramon Folc IV de Cardona és derrotat a Viladamat amb les seves tropes reialistes contra les revoltades, dirigides per Ferri II de Lorena, el comte de Vaudemont, gendre de Renat d'Anjou, i per Pere Joan Ferrer i altres capitans catalans, de manera que el príncep Ferran d'Aragó es veu obligat a refugiar-se en una casa del centre de Viladamat, on fou rescatat per Alfons d'Aragó. La derrota obligà el rei Joan el Sense Fe i el seu hereu a refugiar-se a l'estol reial i a tornar a Tarragona per dirigir-se a Cervera.
Per a Joan el Sense Fe i el príncep la derrota de Viladamat va ser la fi de les seves esperances d'aconseguir una victòria ràpida a la guerra i mentre Joan d'Anjou reforçava la seva autoritat davant les institucions catalanes i va reduir considerablement la intranquil·litat a la ciutat a causa de la crisi econòmica i financera. A mitjan desembre de 1467 el mateix Joan d'Anjou va partir per a l'Empordà per completar la victòria de Viladamat assetjant el castell de Sant Martí d'Empúries, que va acabar rendint-se quatre mesos després, el 15 d'abril de 1468, i poc després el castell de Begur. Poc després, a mitjans de juny, Joan d'Anjou va creuar els Pirineus per reclutar un exèrcit de reforç que li permetés apoderar-se de Girona, l'últim bastió reialista a la zona, defensat per Alfons d'Aragó, qui el 23 de maig de 1468 vencé la host del comte de Vaudemont, que avançava cap a Sant Joan de les Abadesses, i una host comandada per Ramon de Espés va prendre a l'assalt la vila de Berga el 12 de setembre de 1468.
Davant la previsible represa de l'ofensiva de Joan d'Anjou la primavera de l'any següent, Joan el Sense Fe va convocar Corts Generals a Monsó per demanar els fons necessaris per continuar la guerra i va tenir poques dificultats per obtenir importants donatius. I al mateix temps va reactivar la seva aliança amb Eduard IV d'Anglaterra, signada simultàniament a Saragossa i Londres el 20 d'octubre del 1468, i amb Carles el Temerari de Borgonya el 22 de febrer del 1469 per constituir una «gran aliança occidental» i aïllar Lluís XI de França, el seu gran enemic i suport dels Anjou a Catalunya.

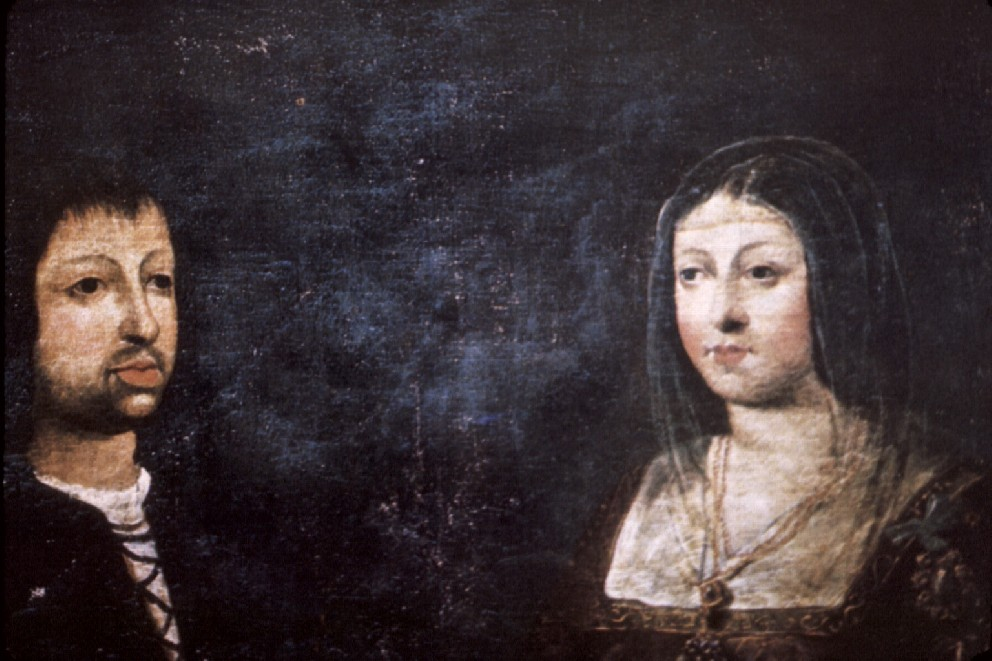
Ferran el Catòlic i la seva esposa Isabel de Castella

En aquestes circumstàncies a Joan el Sense Fe no li quedava més opció que buscar suports a la Corona de Castella, on el 19 de setembre de 1468 s'acabava de proclamar Isabel de Castella com a Princesa d'Astúries i hereva de la Corona de Castella pel Tractat dels Toros de Guisando en detriment de Joana la Beltraneja. Joan va enviar a Castella uns ambaixadors que van entaular negociacions amb el bàndol aristocràtic partidari de la princesa Isabel per concertar-ne el matrimoni amb el príncep Ferran, des del 10 de juny rei de Sicília en haver-li cedit el seu pare la corona en contra de la pretensió d'Enric IV de Castella de casar-la amb Alfons V de Portugal. Les negociacions van fructificar i el 5 de març de 1469 es van signar les Capitulacions de Cervera en què es van establir unes dures condicions per al príncep Ferran, que va quedar supeditat a la seva dona i al bàndol nobiliari que la recolzava i que el seu pare no va tenir més remei que acceptar perquè necessitava desesperadament l'ajuda de la Corona de Castella. El casament es va celebrar a Valladolid el 18 d'octubre després que, gràcies a l'ajuda de l'arquebisbe de Toledo i de l'almirall de Castella, la princesa Isabel s'escapolís d'Ocaña on estava retinguda pel seu germà i que el príncep Ferran travessés la frontera castellana disfressat de traginer per evitar ser reconegut i caure en mans dels partidaris del rei Enric IV.
L'abril del 1469, al mes següent de la signatura de les Capitulacions de Cervera, el poderós exèrcit que Joan d'Anjou havia reunit al Rosselló va avançar cap a Girona i va establir el seu camp a Castelló d'Empúries, però els angevins no van haver de prendre la ciutat, perquè aquesta es va lliurar sense lluitar l'1 de juny de 1469 a causa de la defecció de la majoria dels seus defensors, entre els quals hi havia el bisbe Joan Margarit, que es van imposar als que volien resistir el setge. En els mesos següents van caure altres localitats de l'interior com Camprodon, Olot, Sant Joan de les Abadesses i Besalú i per aquestes mateixes dates el sometent de Barcelona va prendre el castell d'Eramprunyà a la comarca del Penedès. Tot i això, l'ofensiva es va aturar a finals de 1469 perquè Joan d'Anjou va marxar a Provença per obtenir els diners que necessitava i per la falta de col·laboració de Lluís XI, ocupat a sufocar l'alçament del comte Joan V d'Armanyac. Hug Roger III de Pallars Sobirà, empresonat a Mora d'Ebre des de la batalla de Calaf pactà la seva llibertat a canvi d'un rescat de 100 florins d'or i de treballar secretament per Joan el Sense Fe, però no complí la seva paraula i s'alià de nou amb la Generalitat de Catalunya.
A principis d'agost del 1470, Joan d'Anjou va tornar a Barcelona i va caure malalt, on va morir pocs mesos després, el 16 de desembre de 1470. Les autoritats barcelonines li van rendir un sentit homenatge i va ser substituït a la lloctinència de Catalunya per un fill natural seu, Joan de Calàbria, que no va arribar a Barcelona fins al 12 de juny de 1471 i amb qui comença l'etapa final marcada pels desastres per als antijoanistes, la defecció d'importants personatges, la manca de recursos per l'empobriment general i l'aïllament internacional.
Bernat II de Vilamarí, el comandant de la marina de Joan el Sense Fe, va aconseguir el 19 de setembre la defecció de Cadaqués, amb un port de molta importància, però fou reconquerida per la Generalitat el 29 de desembre i els mesos següents Berga, el 23 d'abril, i Tamarit, el 10 de setembre del 1471. Però aquesta va ser la seva última victòria, ja que a finals de l'estiu d'aquell any Joan el Sense Fe va organitzar una gran ofensiva amb l'objectiu de prendre Barcelona, i a mesura que aquesta avançava, el clima de derrota s'anava estenent entre les files de la Generalitat. La primera mostra va ser el pas al bàndol reialista dels defensors de Girona pels suborns que van rebre, on Lluís Despuig, el mestre de l'Ordre de Montesa i nou lloctinent a Catalunya, va entrar el 18 d'octubre sense combatre, i immediatament després va caure en mans reialistes gairebé tot el Baix Empordà, mentre que al Vallès les tropes d'Alfons d'Aragó i del comte de Prades prenien Sant Cugat del Vallès, Sabadell i Granollers, culminant la seva ofensiva amb la gran victòria de la batalla de Santa Coloma de Gramenet del 26 de novembre de 1471 en què fou derrotat l'exèrcit de la Generalitat al comandament de Dionís de Portugal i Jaume Galiotto. Les victòries reialistes van accentuar la crisi i les discrepàncies al bàndol rebel. El 19 de novembre van ser desterrats a Provença per ordre de Joan de Calàbria sis personatges importants, entre els quals s'incloïen l'abat de Montserrat i el del monestir de Sant Cugat del Vallès. L'única esperança que els quedava era l'ajuda de França, però aquesta no arribaria, perquè Lluís XI estava en guerra amb Carles I de Borgonya. Tampoc va ajudar a la causa angevina la mort del papa Pau II i la seva substitució per Sixt IV l'agost de 1471, un papa més favorable a Joan el Sense Fe, probablement gràcies als consells del cardenal valencià Roderic de Borja. Amb bona part de Catalunya recuperada per les tropes reials, comença un setge a Barcelona que durarà fins al 8 d'octubre de 1472. Sense suports exteriors, els catalans han de rendir-se a la realitat i Barcelona es lliura als reialistes després d'un perdó general.

### El Setge de Barcelona
Joan el Sense Fe va establir la seva caserna general al monestir de Pedralbes, on van arribar el seu fill el príncep Ferran, el llegat papal Roderic de Borja i els ambaixadors del seu aliat el duc Carles I de Borgonya. Aquests últims es van postular el 15 de setembre com a mediadors però Joan de Calàbria va rebutjar el seu oferiment. Joan el Sense Fe va tractar de forma generosa les poblacions que anaven caient en poder seu des de finals de 1471, amb el perdó general dels crims comesos, fins i tot els de lesa majestat, confirmació dels privilegis anteriors a la guerra, promesa de restituir els béns, exempció de pagament de censos i tributs per un temps prudencial per tal de refer-se de les penalitats sofertes i la llibertat de presoners i ostatges, va animar altres localitats fins llavors fidels a les institucions catalanes a rendir-se al bàndol reialista, com Sarrià el 24 d'abril de 1472, Badalona l'11 de maig, Vic el 14 de juny, Manresa el 17 de juny, i La Roca del Vallès, Santa Margarida de Montbui i Canovelles el 24 de juny. Barcelona, assetjada per terra per mar amb la flota de setze naus i vint galeres de Bernat II de Vilamarí va continuar resistint, malgrat les dures condicions econòmiques en què vivien els seus habitants i de les creixents disputes internes, en espera de l'hipotètic auxili que pogués rebre del mateix Renat des de Provença o de Lluís XI de França.
La situació a Barcelona es va tornar desesperada a finals de setembre, quan va arribar la notícia que el duc de Milà havia suspès l'enviament des de Gènova de vaixells carregats de provisions. En aquell moment, amb una Barcelona sotmesa al racionament i que només tenia queviures per a una setmana, les autoritats de la ciutat van decidir confiar en la magnanimitat de Joan el Sense Fe, i la carta que els envia el rei el 6 d'octubre els diu que «usarem cap a vosaltres d'amor paternal i us rebrem i tractarem com a fills amb tota caritat i amor», aclarint tots els dubtes dels assetjats i el 8 d'octubre el Consell de Cent va aprovar el reconeixement de la seva autoritat, cosa que va accelerar les negociacions que s'estaven mantenint des de principis de mes.

### La Capitulació de Pedralbes

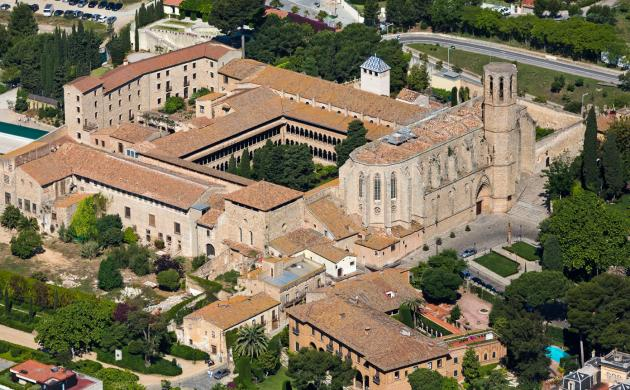
Monestir de Santa Maria de Pedralbes, on van tenir lloc les converses que van dur a la pau

El 16 d'octubre es va arribar a l'acord i els generosos termes de la rendició van ser recollits a la Capitulació de Pedralbes signada al Monestir de Santa Maria de Pedralbes el 24 d'octubre de 1472 que significa el final d'una guerra que acaba sense vencedors ni vençuts. Joan el Sense Fe únicament demana que s'anul·li la capitulació de Vilafranca. Les mesures de clemència i una preferència a la Diputació rebel davant la reialista permeteren seguir en el càrrec diputats que havien estat opositors i portaren alguna divisió, però pacificaren el país. A causa de la seva significació en el bàndol de la Generalitat, en la que comandà la host del Consell del Principat, i en 1463 s'instal·là a Cervera, on establí el seu quarter general, el rei exclogué el comte de Pallars de la Capitulació de Pedralbes.
Calia treballar per solucionar els greus problemes econòmics, ja que Catalunya estava arruïnada després de la guerra. Les Corts de 1473 celebrades a Perpinyà i Barcelona n'aborden el tema de la recuperació econòmica, que no se solucionà, i el canvi d'obediència del Principat de Catalunya de Renat d'Anjou a Joan II es va resoldre de manera molt simple donant garanties a Joan de Calàbria perquè ell, el seu seguici i tots aquells que no volguessin obeir Joan el Sense Fe poguessin abandonar el Principat donant un any per vendre tots els seus béns mobles i immobles. Les dues Diputacions del General, una de reialista amb seu a Tarragona i una altra de rebel amb seu a Barcelona es fusionaren. La restitució general de béns no es va resoldre ni a Pedralbes ni durant la resta de la seva existència. Llegat de la guerra civil, va anar arrossegant-se penosament durant deu anys, fins a la seva resolució per Ferran el Catòlic a les Corts de Barcelona de 1480.

## Conseqüències

### Neutralitat del Rosselló i la Cerdanya
Només entrar a Barcelona, Joan el Sense Fe va ordenar al seu exèrcit que es dirigís a l'Empordà per, des d'allà, intentar recuperar els comtats del Rosselló i la Cerdanya, que estaven en poder de Lluís XI de França i immediatament va convocar les Corts Catalanes perquè, a més d'afrontar els greus problemes econòmics del principat després de deu anys de guerra civil, aportessin els recursos necessaris per a la campanya del Rosselló. A la convocatòria s'havia establert que la inauguració de les Corts tindria lloc a Barcelona el 15 de gener de 1473, però es va haver d'endarrerir. Mentre les tropes catalanes estaven a El Voló, Perpinyà es revoltava i la guarnició francesa es retirava al Palau dels Reis de Mallorca. i en pocs dies, i sense combatre, la resta del Rosselló van seguir l'exemple de la capital i només van quedar en mans franceses, a més de la ciutadella perpinyanesa, els castells de Salses, Cotlliure i Bellaguarda. A finals de gener va creuar els Pirineus l'1 de febrer del 1473 Bernat d'Armendaris entrà a Perpinyà al capdavant d'un exèrcit que precedia al rei.
Joan el Sense Fe va decidir traslladar les Corts a Perpinyà i la inauguració definitiva va tenir lloc en aquesta ciutat, encara que un nou exèrcit enviat per Lluís XI, de 20.000 homes comandats per Felip II de Savoia va posar la ciutat en setge el 21 d'abril i les corts, tot i inaugurar-se a Perpinyà el 7 de maig, van haver de traslladar-se novament a Barcelona després de proclamar l'usatge Princeps namque. El 19 de juny els assetjadors van intentar l'assalt de la ciutat, però van fracassar i cinc dies després van aixecar el setge davant la imminent arribada d'un exèrcit d'auxili al comandament del príncep Ferran, que s'havia desplaçat des de Castella només conèixer l'angoixant situació del seu pare assetjat a Perpinyà. El 14 de juliol es va signar una treva de dos mesos i mig entre Felip de Savoia i Joan Ramon Folc III de Cardona en nom de Joan el Sense Fe qui, com no es fiava del Lluís XI, va decidir romandre a Perpinyà mentre Ferran tornava a Castella. Lluís XI va enviar un exèrcit de reforç al comandament de Louis de Crussol, que juntament amb el de Felip de Savoia va intentar prendre Argelers, des d'on s'abastia Perpinyà. Els dos exèrcits francesos van ser rebutjats per l'exèrcit català comandat per Bernat d'Armendaris a Palau del Vidre, posant final a les hostilitats amb la signatura del tractat de Perpinyà el 17 de setembre, que va establir que mentre el comte-rei no hagués tornat els 300.000 escuts d'or, els Comtats restarien sota l'autoritat d'un governador general reconegut per tots dos sobirans i ni el rei d'Aragó ni el de França no podrien entrar als Comtats, fent que el país restés neutral.
Lluís XI incomplí el tractat i a principis de 1474 va començar a concentrar un exèrcit al Llenguadoc per apoderar-se dels comtats de Rosselló i de Cerdanya i es va negar a rebre personalment els ambaixadors de Joan el Sense Fe que havien estat enviats a la cort francesa per demanar renunciés definitivament a les seves pretensions sobre els comtats sense esperar a canvi el pagament acordat el setembre de 1473 i des de finals de febrer de 1474 havia començat a preparar la defensa dels comtats des de l'Empordà, i al maig havia obtingut de les Corts catalanes, que havien reprès les seves sessions a Barcelona el 21 octubre de l'any anterior, un fons de tres-centes cinquanta mil lliures.
El 14 de juny de 1474, tres mesos abans que es complís el termini d'un any establert al tractat, les tropes del monarca francès van travessar la frontera i es van endinsar al RossellóEl pla d'atac de l'exèrcit invasor era impedir l'abastament de Perpinyà prenent els ports rossellonesos i evitar l'arribada d'un exèrcit de socors des de la resta de Catalunya prenent els passos dels Pirineus, i en dues setmanes van caure Argelers, Canet de Rosselló i Ceret. Davant la gravetat de la situació, Joan el Sense Fe, molt malalt en aquells moments, va promulgar de nou el 19 de juny l'usatge princeps namque, que suposava la mobilització de tots els homes d'armes del principat. L'1 de novembre va entrar al Rosselló un nou exèrcit francès que es va dirigir a Elna per reforçar l'atac a què ja estava sent sotmesa. La ciutat va capitular el 5 de desembre. Els seus defensors, encapçalats per Bernat d'Oms i de Santapau, van ser portats presoners a la ciutadella de Perpinyà, on van ser executats acusats de traïció, i poc després els exèrcits de Lluís XI van emprendre el setge de Perpinyà, escomesa també des de la ciutadella. L'última esperança que li quedava a Joan el Sense Fe era que el seu fill Ferran, que acabava de ser proclamat rei de Castella el 2 de gener de 1475 després de la mort d'Enric IV de Castella tres setmanes abans, pogués acudir amb un exèrcit, però l'esclat de la Guerra de Successió de Castella li ho va impedir. Perpinyà, que va resistir de forma heroica encapçalada pel seu cònsol Joan Blanca, va acabar rendint-se el 10 de març del 1475. Poc després, el 2 d'abril, es va signar una treva de sis mesos. Vençuda la treva, l'exèrcit de Lluís XI el febrer de 1476 es va apoderar del castell de Salses, l'última fortalesa rossellonesa que encara estava en poder de Joan el Sense Fe. Per haver resistit aquest llarg i penós setge, Joan el Sense Fe concedí a Perpinyà el títol de fidelíssima Vila. La repressió francesa fou molt dura i hi hagué revoltes contra els ocupants com la del 1477.
Aquest, mancat de recursos, no va poder recuperar els comtats de Rosselló i Cerdanya. Va haver de ser el seu fill Ferran el que ho aconseguís molt de temps després, mitjançant el Tractat de Barcelona de 1493.

### La qüestió remença
Joan el Sense Fe va recompensar el principal líder remença Francesc de Verntallat pel seu suport amb el títol de vescomte d'Hostoles, però no va entrar a resoldre el problema i tant els camperols com els senyors van quedar a l'expectativa, i l'assumpte va passar al seu fill Ferran el Catòlic, que va mantenir inicialment una política que va determinar que els senyors recuperen drets perduts.
Els pagesos se senten traïts per la decisió del rei i el 22 de setembre del 1484, Pere Joan Sala, de Granollers de Rocacorba, s'alçà al capdavant de la fracció més revolucionària dels remences en l'Alçament de Mieres. El 4 de gener del 1485, el seu nebot, Bartomeu Sala, va derrotar a Montornès del Vallès l'exèrcit de la Diputació del General comandat pel veguer Pere-Anton de Rocacrespa. Després d'ocupar Granollers, que tenia la consideració de "carrer de Barcelona", Pere Joan Sala va ser derrotat a Llerona (Vallès Oriental) el 24 de març del 1485, i fou conduït a Barcelona i decapitat quatre dies més tard. La força de la revolta remença obligà el rei Ferran, compromès alhora amb la conquesta de Granada, a cercar una solució amb la negociació. Mentrestant, Francesc de Verntallat i els seus remences mantingueren una posició de bel·ligerància passiva. Controlaven encara els castells de la muntanya: el d'Hostoles, el de Castellfollit de la Roca, el de Milany (Vidrà), el de Rocacorba i el de Rupit, entre d'altres. La presència i ferma posició de Francesc de Verntallat a la muntanya evità que la derrota de Sala representés la fi de les esperances remences. Això els va permetre, entre 1481 i 1486, negociar una posició de força. Després de moltes reunions, els remences acceptaren l'arbitratge reial en els conflictes amb els senyors, signant un compromís a Amer el 8 de novembre del 1485. Finalment, el 21 d'abril del 1486, el rei Ferran II d'Aragó va dictar la Sentència de Guadalupe en 1486, en virtut de la qual els mals usos eren redimits mitjançant el pagament de seixanta sous per mas i els camperols aconseguien una sèrie de llibertats. Amb aquests diners, els senyors van ser indemnitzats i al monarca se li va pagar una multa de cinquanta mil lliures. Els senyors van continuar tenint drets sobre els camperols cultivadors, però no de la forma humiliant que havia prevalgut fins aquell moment.

### Ferran el Catòlic succeeix Joan el Sense Fe

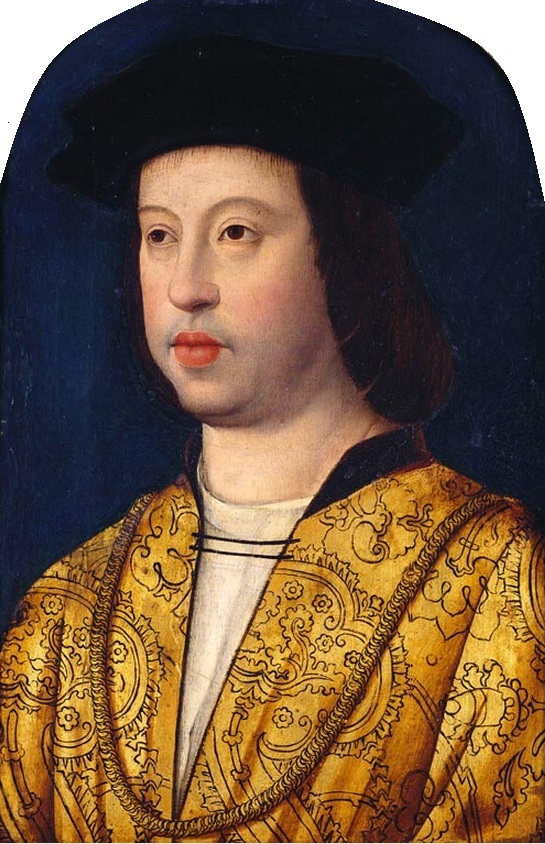
Retrat de Ferran el Catòlic d'autor anònim

Joan el Sense Fe va morir el 1479, deixant sense solució els principals problemes, que el seu fill Ferran el Catòlic intentarà solucionar: Recuperà el Rosselló i la Cerdanya pel Tractat de Barcelona el 1493. Adaptà un programa econòmic que en part corresponia al dels buscaires des de 1450, i decideix la reforma dels organismes dirigents de Catalunya: la Diputació i el Consell.
Durant la Guerra dels remences, el cap dels remences, Francesc de Verntallat, va ser nomenat vescomte d'Hostoles, però la política sobre els mals usos va continuar sent ambigua, la qual cosa donà lloc a noves revoltes, com la de 1475, i fins i tot es manifestarà en mesures contra els remences en les Corts de 1480. Aquesta política ambigua de Ferran el Catòlic provocà que els nobles recuperessin drets perduts i llavors es produeix la Segona Guerra remença (1484), dirigida per Pere Joan Sala, que aconsegueix una revolta de grans proporcions.
El problema remença va ser el que va prendre més temps a solucionar-se, i Ferran finalment pren un compromís que es plasmarà en la Sentència de Guadalupe de 1486, en què els mals usos són redimits mitjançant el pagament de seixanta sous per mas i els camperols aconsegueixen una sèrie de llibertats. Amb aquests diners, els senyors van ser indemnitzats i al monarca se li va pagar una multa de cinquanta mil lliures. Els senyors van continuar tenint drets sobre els camperols cultivadors, però no de la manera humiliant com fins en aquell moment.

### Darrera resistència d'Hug Roger de Pallars
Hug Roger III de Pallars Sobirà es refugià als seus dominis, on va poder resistir fins que, el 1484, Ferran el Catòlic va encarregar al comte de Cardona Joan Ramon Folc IV la conquesta del Pallars, la qual quedà consumada el 1488 i la seva fortalesa, el Castell de Pallars, fou assetjat quan Hug Roger es trobava a França reclutant homes per a plantar cara al seu rival monarquista i el comandament del castell es concentrava en mans de la seva esposa Caterina Albert, que el 1491 es va veure obligada a rendir-se i a marxar a l'exili. El 1491, el rei concedí el comtat de Pallars al comte de Cardona amb el títol de marquès, però Hug Roger III continuà atacant les fronteres de Catalunya, gràcies a l'ajuda del rei de França; poc després, passà a Itàlia participant en l'expedició francesa al Regne de Nàpols de 1495 i possiblement participà en la batalla de Fornovo. En morir Carles VIII (1498), Hug Roger va perdre el favor del següent monarca, Lluís XII de França, i hagué de guanyar-se la vida com a condottiero al servei de l'exèrcit francès a Itàlia. Finalment, fou fet pres pel Gran Capità durant la captura del Castell Nou de Nàpols en 1503, durant la Segona Guerra de Nàpols. Hug Roger III va morir sense descendència el 1503, empresonat al castell de Xàtiva.

## Conseqüències per a Catalunya
La Generalitat de Catalunya va patir un fort desprestigi en acabar la guerra, no sols per haver estat el bàndol perdedor, sinó perquè concentrà les crítiques de tots els sectors: els pactistes l'acusaven d'haver menystingut les revoltes agràries i del replegament dels mercats cap a altres latituds; les classes baixes empobrides per la guerra patien les mesures fiscals necessàries per a recuperar la hisenda. Econòmicament, la Generalitat estava exhausta i no va poder tornar els préstecs que li havien concedit el Consell de Cent i alguns particulars.
A més de la precària situació econòmica deixada per la guerra per la pèrdua de flux de capitals, base d'una economia fins llavors basada en el comerç internacional, cal considerar també que l'expansió de l'Imperi Otomà per la península Balcànica, Palestina i el nord d'Àfrica va limitar les rutes des d'Occident cap als ports comercials d'Orient, la qual cosa va contribuir a la decadència del comerç mediterrani.
A més, la Mediterrània havia perdut dimensió com a mercat. El desenvolupament de les ciutats i ports del nord d'Europa configurava una àrea comercial atlàntica que, sumada a les navegacions cap a Amèrica, al final del segle, i cap a l'Índia vorejant l'Àfrica, va deixar en un segon terme el comerç mediterrani.
Catalunya, amb l'estructura social malmesa, amb un estat que no podia competir amb altres potències europees i amb la potenciació de Castella per la conquesta i comerç amb Amèrica, restà en una situació estratègica desavantatjosa.
A partir del segle xvi, Barcelona no continuaria sent una ciutat gran i important en el nou marc polític i comercial, ni la potència decisòria que havia estat en el període medieval.